# Campeonato Carioca de Futebol de 2009 - Série B
O Campeonato Carioca da Segunda Divisão de 2009 foi a 32ª edição da segunda divisão do campeonato estadual de futebol profissional do Rio de Janeiro. A competição foi organizada pela Federação de Futebol do Estado do Rio de Janeiro (FERJ).

## História
Apesar de trazer diversas mudanças no regulamento em relação a anos anteriores, ela também se realizou no segundo semestre, após as disputas da Primeira Divisão Estadual e da Copa Rio. Esta edição marcou a estreia do tradicional América numa divisão inferior da competição estadual fluminense e também a volta de transmissões oficiais pela televisão, após 3 anos (a última fora em 2006).
O torneio foi organizado pela FFERJ e, como de costume nos torneios de "times pequenos", teve jogos preferencialmente às 15h (com a mudança do horário de verão, os jogos a partir de 21 de outubro iniciaram-se às 16h), à exceção dos confrontos do América transmitidos pela televisão fechada, que tiveram seus próprios horários. Além disso, introduziu-se uma novidade nesta competição assim como na Série C Carioca: a parada técnica de 2 minutos em cada tempo de jogo, por volta dos 20-22 minutos, em todas as partidas.
No dia 21 de novembro, com duas rodadas de antecedência, o América decretou o seu acesso, retornando à elite do futebol carioca logo após a queda. No dia 28 de novembro, o Olaria, outro tradicional clube da cidade do Rio de Janeiro, confirmou o seu acesso e volta à Série A, após quatro anos disputando a Série B. Com isso, em dois anos, três tradicionais clubes da cidade voltaram à Série A (no ano anterior, fora a vez do Bangu subir). Desde o campeonato de 1984, dois times da própria capital não conseguiam o acesso juntos no mesmo ano.
O América foi campeão com uma rodada de antecedência, numa partida marcada pelo retorno de Romário aos gramados, dois anos após ter parado de jogar (no ano de seu milésimo gol).
Os três últimos colocados no Grupo X - em que se disputava a fuga pelo rebaixamento com as seis piores equipes da primeira fase - seriam rebaixados à Série C. Como desistiu de disputá-lo, o Bréscia foi rebaixado diretamente. No dia 7 de novembro o Campo Grande e o Villa Rio foram rebaixados para a Série C de 2010 com uma rodada de antecedência.

## Equipes envolvidas

### Equipes desistentes e eliminadas
Pediram licença da competição os seguintes times: